# Palacio Jabłonowski
El Palacio Jabłonowski (en polaco: Pałac Jabłonowskich) es un palacio histórico en la Plaza del Teatro en el distrito del Centro (Śródmieście) de Varsovia, Polonia. Antes de la Segunda Guerra Mundial sirvió como ayuntamiento de Varsovia.

## Historia
Fue construido en 1773-85 para Antoni Barnaba Jabłonowski por Jakub Fontana y Dominik Merlini. Entre 1817-19 fue reconstruido para servir como ayuntamiento de Varsovia, reemplazando al antiguo ayuntamiento desmantelado. En 1863 fue dañado por un incendio provocado por los patriotas polacos que se manifestaban durante el Levantamiento de enero de 1863.
En 1864-69 fue reconstruido en estilo neorrenacentista. En ese momento, se añadió la característica torre.
Durante la Invasión alemana de Polonia de 1939sirvió como sede de la defensa civil de Varsovia. Durante el Alzamiento de Varsovia de 1944, las fuerzas alemanas lo destruyeron. En 1952-58 se limpiaron los escombros del ayuntamiento.
En la década de 1990, fue reconstruido según los planos arquitectónicos anteriores a 1936. Su forma general, incluida la torre y la fachada, es anterior a la guerra, pero algunas características se construyeron en un estilo contemporáneo.

## notas
1. 1 2  «Plac Teatralny». www.srodmiescie.warszawa.pl (en polaco). Archivado desde el original el 16 de julio de 2011. Consultado el 30 de julio de 2010.

- Datos: Q1630149
- Multimedia: Jabłonowski Palace, Warsaw / Q1630149